# Easington (East Riding of Yorkshire)
Easington is een civil parish in het bestuurlijke gebied East Riding of Yorkshire, in het Engelse graafschap East Riding of Yorkshire met 691 inwoners.

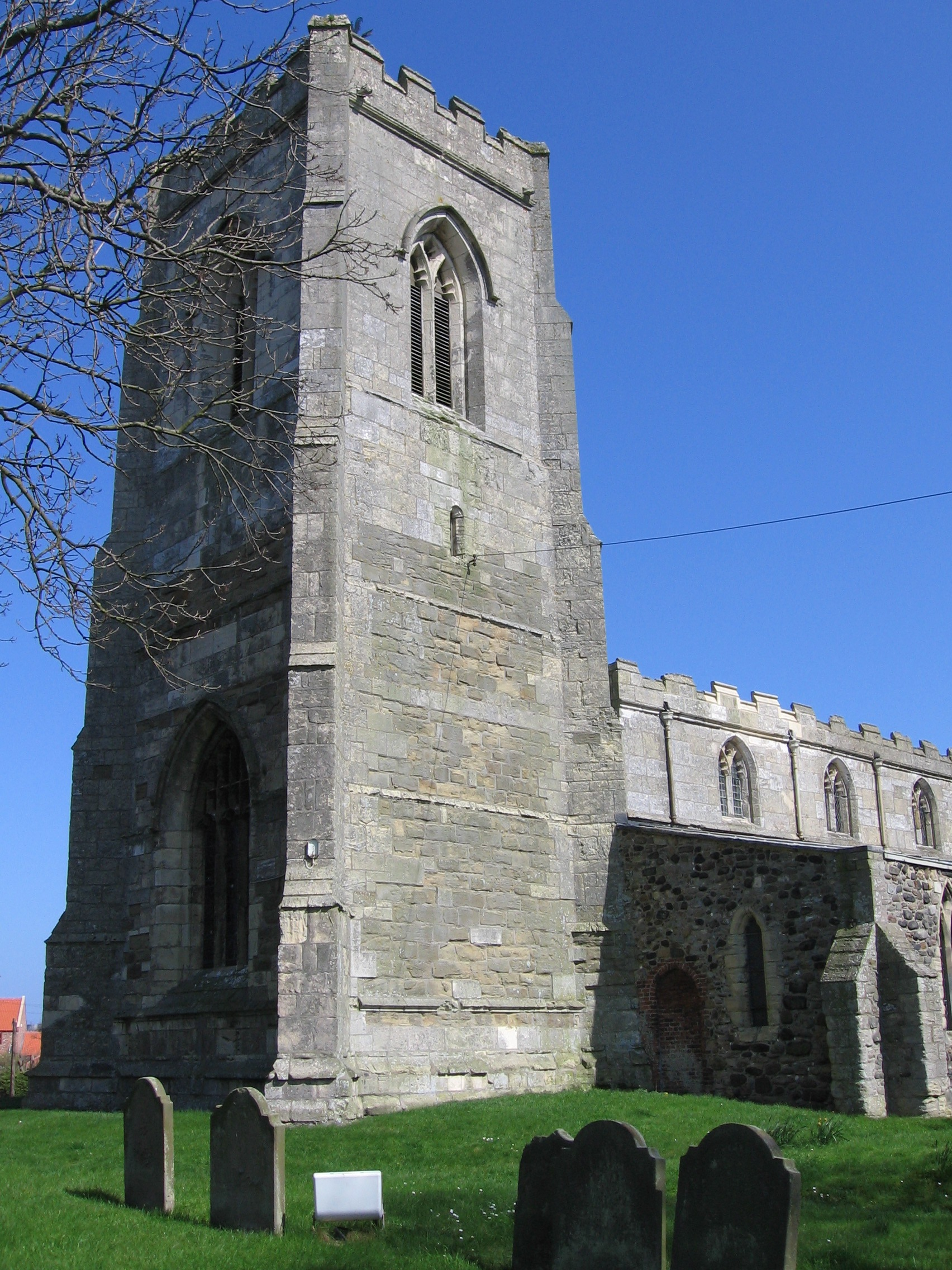
All Saints Church, Easington
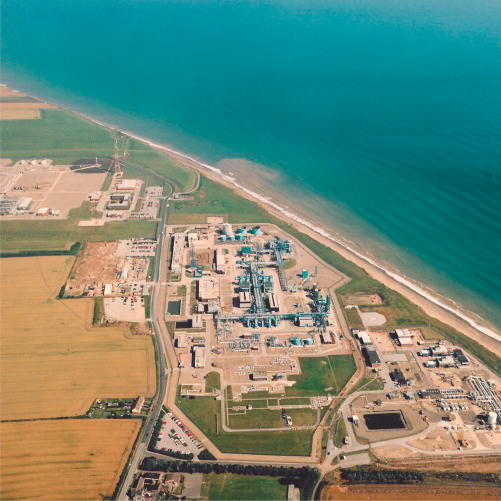
Langeled Terminal, Easinton